# دانييل يوليوس بيرنشتاين
دانييل يوليوس بيرنشتاين (Daniel Julius Bernstein) (المعروف أحيانا اختصارا بـ djb; مواليد 29 أكتوبر، 1971) هو بروفيسور في جامعة إلينوي في شيكاغو، رياضياتي وتعموي (cryptologist) ومبرمج. بيرنشتاين هو مؤلف لمجموعة شهيرة من البرمجيات qmail ،publicfile وdjbdns. حصل على شهادة البكالوريوس في الرياضيات من جامعة نيويورك عام 1991، ودرجة الدكتوراه في الرياضيات من جامعة كاليفورنيا، بركلي عام 1995.